# 28. СС добровољачка гренадирска дивизија Валонија
28. СС добровољачка гренадирска дивизија Валонија је формирана од 5. СС. добровољачке јуришне бригаде Валонија која је била белгијска Вафен СС добровољачка бригада коју су чинили добровољци валонског порекла. Борила се на Источном фронту у Другом светском рату.
У септембру 1944. стуатус јуришне бригаде је подигнут на ниво дивизије, али она бројчано никада није била више од бригаде.